# Les Pâtres du désordre
Pour plus de détails, voir Fiche technique et Distribution.
Les Pâtres du désordre (Οι βοσκοί, I Voski) est un film franco-grec de Nikos Papatakis sorti en mars 1968 en France.
Interdit en Grèce par la dictature des colonels, il ne put sortir qu'en 1974 dans ce pays.

## Synopsis
Thanos, un berger, rentre d'Allemagne où il n'a pas réussi à trouver du travail. Il rêve de repartir, pour l'Australie. Un de ses copains d'enfance lui égorge ses bêtes pour l'obliger à rester tant que lui n'a pas fini son service militaire. Katina, sa mère veut le garder auprès de lui et a donc essayé d'arranger son mariage avec Despina. Mais, le père de Despina, Vlahopoulos, le patron de Thanos, refuse de donner sa fille à Thanos. Il veut une famille plus riche pour sa fille. Thanos se révolte alors contre la société rurale provinciale et entraîne Despina avec lui. Les amants sont rattrapés et tués.

## Fiche technique
- Titre :
  - Les Pâtres du désordre :  France
  - Thanos and Despina :  États-Unis
  - The Shepherds of Calamity Europe  Angleterre
  - I Voski :  Grèce
- Date de sortie :
  -  Grèce : 1974
  -  France : Mars 1968
  -  États-Unis : 20 avril 1970
- Genre : Drame
- Durée :
  -  France : 120 minutes
  -  États-Unis : 96 minutes
- Tourné en France et en Grèce
- Format : Noir et blanc
- Format du son : Mono
- Réalisateur et scénariste : Nikos Papatakis
- Directeur de la photographie : Jean Boffety et Christian Guilouet
- Distributeur : Claude Lelouch
- Montage : Panos Papakyriakopoulos
- Société de production : Lenox Films
- Compositeur : Pierre Barbaud

## Distribution
- Olga Karlatos : Despoina
- George Dialegmenos : Thanos Zekos
- Lambros Tsangas : Yankos
- Elli Xanthaki : Katina
- Tzavalás Karoúsos : Vlahopoulos
- Dimos Starenios (el) : Karavidas
- Yannis Argyris : Haralambos
- Nikiforos Naneris : Pericles
- Maria Konstadarou : Loula
- Joly Garbi (en) : Mme. Vlahopoulos
- Nassos Kedrakas (en) : Papadimas